# Hrvatska nogometna reprezentacija do 14 godina
Hrvatska nogometna reprezentacija za igrače do 14 godina starosti (U-14) se natječe od 1993. godine. Pod organizacijom je Hrvatskog nogometnog saveza.
Trenutačni izbornik je Ivan Vranješ.
Reprezentacije do 14 godina nemaju službena natjecanja, nego igraju samo prijateljske utakmice ili turnire. Reprezentacija je do svibnja 2013. odigrala ukupno 18 službenih utakmica, ostvarivši 10 pobjeda, 3 neriješena rezultata i 5 poraza, uz gol-razliku 33:18.

## Rekordi
| - - Najviše nastupa: - Sandro Kulenović (3) - Josip Rakić (3) - Luka Lučić (3) - Alvaro Vrtar (3) - Karlo Matešić (3) - Tom Alen Tolić (3) - Bruno Ivić (3) - Duje Javorčić (3) - Ivan Ikić (3) - Ivan Jakić (3) - Bruno Budalić (3) - Mateo Dunić (3) |  | - - Najbolji strijelci: - Kruno Ivančić (3) - Dominik Kobzinek (2) - Domagoj Pavičić (2) - Luka Leko (2) - Davor Lovren (2) - Marko Đurec (2) - Antonio Lukanović (2) |

## Vanjske poveznice
- Službene stranice HNS-a